# Futura (album)
FUTURA – drugi album studyjny polskiego rapera schaftera. Album został wydany 27 listopada 2020 roku, nakładem wytwórni restaurant posse i Universal Music Polska.
W grudniu 2024 nagrania uzyskały certyfikat złotej płyty za sprzedaż ponad 15 000 egzemplarzy.

## Lista utworów
1. "intro" – 1:30
2. "3.5 karrat" – 2:53
3. "swimming lessons" (gościnnie: Young Igi) – 2:36
4. "paryż z okna" – 2:48
5. "how about tonight? – 3:19
6. "brak zegarka" – 3:12
7. "mało mi wciąż" – 2:25
8. "für jenny" – 3:13
9. "www" (gościnnie: Rosalie.) - 3:04
10. "need help" (gościnnie: Houston X) - 2:29
11. "eskeemos" – 3:15
12. "push to talk" – 3:03
13. "bombay" - 2:50
14. "outro" – 2:21